# Сорокин, Виктор Александрович
Ви́ктор Алекса́ндрович Соро́кин (род. 11 июня 1956) — российский дипломат. Чрезвычайный и полномочный посол (2013).

## Биография
В 1978 году окончил факультет международного права Московского государственного института международных отношений (МГИМО) МИД СССР. Владеет французским и английским языками.
- С 1978 по 1999 год работал на различных дипломатических должностях в центральном аппарате Министерства иностранных дел и за рубежом.
- В 1999—2006 годах — начальник отдела Украины, заместитель директора Второго департамента стран СНГ МИД России.
- Являлся ответственным секретарем Государственной делегации Российской Федерации по переговорам с Украиной; членом Государственной делегации Российской Федерации по переговорам с Украиной по вопросам недвижимого имущества бывшего СССР за рубежом (Указ Президента России №564 от 19 мая 2001 г.). Участвовал в переговорах с Украиной по вопросам вывоза ядерных боеприпасов, размещавшихся на территории Украины, на территорию Российской Федерации; по вопросам распределения между Россией и Украиной 7,8 миллиардов немецких марок, выделенных ФРГ на строительство жилья для военнослужащих Группы советских войск в Германии, выведенных в СССР; по вопросам базирования Черноморского флота Российской Федерации в Крыму; по вопросам отношений России и Украины в газовой сфере.
- С 1 августа 2006 по 20 января 2016 года — директор Второго департамента стран СНГ МИД России (вопросы сотрудничества с Белоруссией, Молдавией и Украиной). С июля 2012 по февраль 2016 года - член Коллегии МИД России.
- В 2015 году являлся политдиректором МИД России на переговорах в рамках «Нормандского формата» по урегулированию ситуации на юго-востоке Украины. Участвовал в переговорах по разработке Минских соглашений.
- С 20 января 2016 по 17 сентября 2020 года — чрезвычайный и полномочный посол Российской Федерации в Великом герцогстве Люксембург[1][2].
- С 16 ноября 2020 — специальный представитель МИД России по вопросам Союзного государства России и Белоруссии.

Женат, имеет взрослую дочь.

## Награды
- Почётная грамота ЦК ВЛКСМ (1980).
- Орден Дружбы (4 марта 1998) — за большой вклад в проведение внешнеполитического курса России и многолетнюю добросовестную работу[3].
- Благодарность президента Российской Федерации (5 августа 2002) — за активную и плодотворную дипломатическую деятельность на направлении СНГ[4].
- Нагрудный юбилейный знак «Министерство Иностранных Дел Российской Федерации. 200 лет.» (8 сентября 2002).
- «Юбилейная медаль 200 лет Кишиневской Епархии» — в благодарность за прилежную деятельность на благо Православной Церкви Молдовы Русской Православной Церкви.
- Орден святого благоверного князя Даниила Московского III степени (2003).
- Почётная грамота МИД России (2003).
- Памятный знак Министерства транспорта Российской Федерации "85 лет гражданской авиации" (9 февраля 2008).
- Благодарность ЦИК России (апрель 2008) — за активное участие в подготовке и проведении выборов президента Российской Федерации.
- Памятная медаль Министерства обороны Российской Федерации «Адмирал Горшков» (6 мая 2008).
- Благодарность президента Российской Федерации (6 мая 2009) — за активное участие в работе по политико-пропагандистскому обеспечению внешнеполитических приоритетов России[5].
- Памятная юбилейная медаль «В память 300-летия  Полтавской битвы. 1709-2009» (10 июля 2009).
- Медаль «За сотрудничество» Союзного государства (2009).
- Юбилейная медаль «65 лет атомной отрасли России» (2010).
- Орден Почёта (24 мая 2010) — за большой вклад в развитие российско-белорусских отношений[6].
- Медаль Прокуратуры Российской Федерации «290 лет прокуратуре России» (25 ноября 2011).
- Медаль Совета Безопасности Российской Федерации «За заслуги в укреплении международной безопасности» (16 мая 2012).
- Знак отличия ФСВТС России «За заслуги в области военно-технического сотрудничества» (6 мая 2013).
- Медаль за возвращение Крыма (5 июня 2014).
- Грамота и памятная медаль президента Российской Федерации (8 декабря 2014) — за значительный вклад в подготовку и проведение ХХII Олимпийских зимних игр 2014 года в г. Сочи.
- Почётная грамота МИД Республики Беларусь (сентябрь 2015).
- Почётная грамота президента Российской Федерации (2015).

## Дипломатический ранг
- Чрезвычайный и полномочный посланник 2 класса (25 мая 2004)[7]
- Чрезвычайный и полномочный посланник 1 класса (12 августа 2006)[8]
- Чрезвычайный и полномочный посол (5 декабря 2013) [9]